# Beverly Johnson
Beverly Johnson (Buffalo, 13 de outubro de 1952) é uma modelo americana, atriz e empresária.
Fez história quando chegou à fama como a primeira modelo negra a aparecer na capa da Vogue americana em agosto de 1974. Um ano depois, se tornou a primeira mulher negra a aparecer na capa da edição francesa de Elle. Foi a estrela do reality show Beverly Full House na Rede Oprah Winfrey.
O The New York Times nomeou Johnson como uma das pessoas do século XX mais influentes na moda.